# Ontsmettingsmiddel

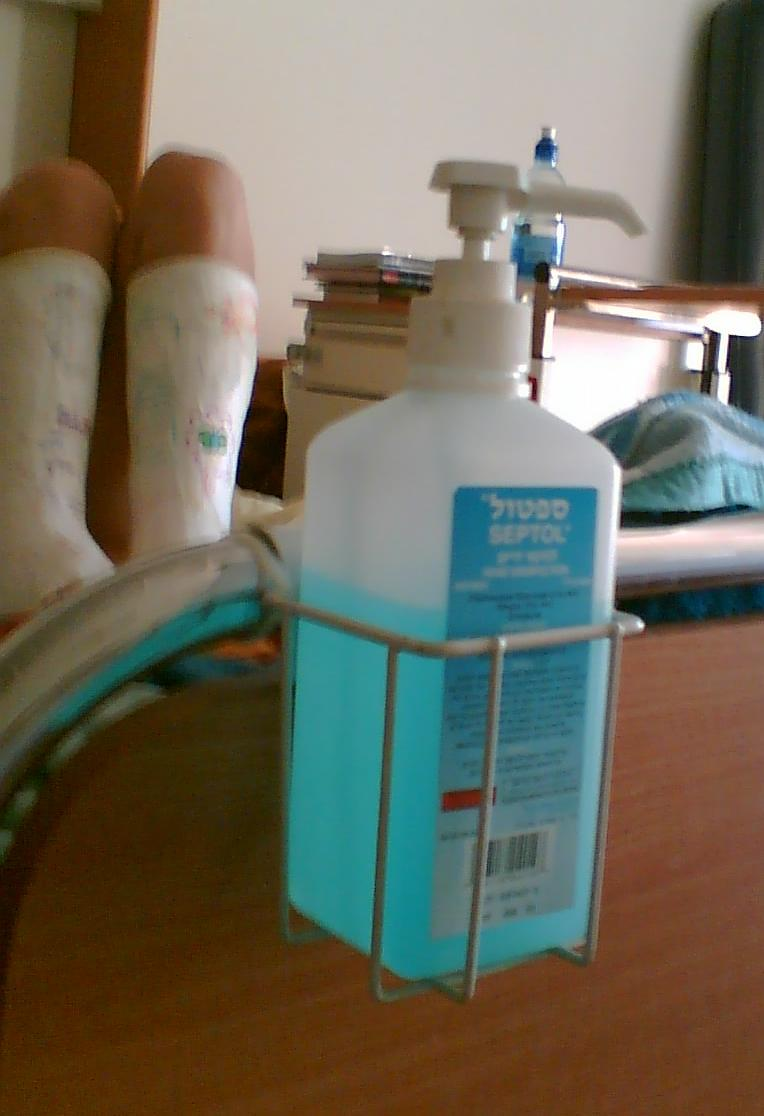
Desinfectievloeistof in een ziekenhuis

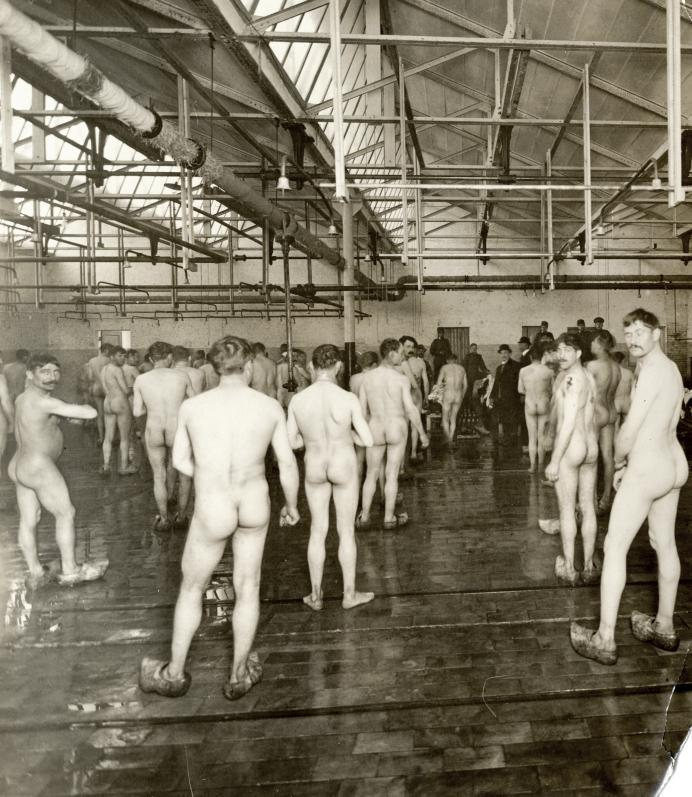
Desinfectie van voormalige krijgsgevangenen in Twente, 1919

Een ontsmettingsmiddel is een middel om bacteriën of andere micro-organismen te doden ter ontsmetting. Ontsmettingsmiddelen zijn te verdelen in twee soorten:
- Antiseptica – Dit zijn middelen voor het ontsmetten van levend weefsel. Deze worden gebruikt om wondinfecties te voorkomen.
- Desinfecterende middelen – Dit zijn middelen om voorwerpen en oppervlakken te ontsmetten zoals chirurgische instrumenten.